# Hamilton (Skotsko)
Hamilton je město ve Skotsku, ležící v oblasti Jižní Lanarkshire. Nachází se přibližně 20 km jihovýchodně od města Glasgow a 56 km jihozápadně od města Edinburgh. Ve městě žije necelých 48 600 obyvatel.

Ve městě se nachází kampus University of the West of Scotland.

## Historie
Město Hamilton se původně jmenovalo Cadzow nebo Cadyou. Město bylo přejmenováno na Hamilton v dobách Jamese Hamiltona, prvního lorda Hamiltona, který se oženil s Marií Stuartovou, dcerou krále Jakuba II. Skotského.

Rodina Hamiltonů nechala vybudovat mnoho významných budov v okolí, jako například Hamilton Mauzoleum. Palác Hamilton byl historickým sídlem vévodů Hamiltonů až do počátku dvacátého století. K ostatním budovám patří Hamilton Starý Farní kostel, postaven v roce 1734.
Nedaleko města se nachází zřícenina hradu Cadzow.

## Sport
Ve městě se nachází několik sportovních aktivit
- Hamilton Academical Football Club - fotbalový klub založen v roce 1874
- Hamilton Rugby Club - rugbyový klub založen v roce 1927
- Hamilton Park Racecourse - dostihy se tu objevili už v roce 1782, nyní jsou dostihy součástí velkého skotského sportovního dědictví
- Hamilton Golf Club - golfový klub založen v roce 1892

## Partnerské město
- Châtellerault - Francie